# Istočna Tracija
Istočna Tracija (tur. Doğu Trakya, grč. Ανατολική Θράκη/Anatoliki Thraki, bug. Източна Тракия), također poznata kao Europska Turska ili Turska Tracija (tur. Türkiye Trakyası) je turski dio povijesne regije Tracije. Nalazi se u jugoistočnoj Europi, graniči s Grčkom na zapadu i s Bugarskom na sjeveru i čini jedini europski dio moderne Republike Turske. Regija obuhvaća čitavo područje turskih pokrajina Edirne, Tekirdağ i Kırklareli te europski dio pokrajina Çanakkale i Istanbul. Suprotno popularnom mišljenju, Karaağaç, koji leži na drugoj strani rijeke Marice, nalazi se u Zapadnoj Traciji, iako je i dalje u sastavu Turske.

## Zemljopis
Istočna Tracija zauzima površinu od 23,764 km2 (3% od površine Turske), a u njoj živi oko 11 milijuna stanovnika (otpr. 14% od ukupnog stanovništva Turske). Gustoća naseljenosti iznosi oko 430 st/km2. Istočnu Traciju od ostatka države odvajaju tjesnaci Dardaneli i Bospor (koji su zajedno poznati kao Turski tjesnaci) te Mramorno more. Najjužniji dio Istočne Tracije čini Galipoljski poluotok. Jugozapadno od Tracije leži Egejsko, a sjeveroistočno Crno more.

### Pokrajine
| Pokrajine                | Površina (km2) | Stanovništvo (prema popisu iz 2012. godine) | Gustoća naseljenosti (po km2) |
| ------------------------ | -------------- | ------------------------------------------- | ----------------------------- |
| Edirne                   | 6.279          | 399.708                                     | 63,7                          |
| Kırklareli               | 6.550          | 341.218                                     | 52,1                          |
| Tekirdağ                 | 6.218          | 852.321                                     | 137,1                         |
| İstanbul (europski dio)  | 3.421          | 8.963.431                                   | 2620,1                        |
| Çanakkale (europski dio) | 1.296          | 64.061                                      | 49,4                          |
| Ukupno                   | 23.764         | 10.620.739                                  | 446,9                         |

## Povijest
Istočna Trakija bila je poprište nekoliko važnih povijesnih događaja:
- grčki mit o Hero i Leandru odvija se u drevnom gradu Sestosu, na zapadnoj obali Dardanela
- Eneja je osnovao grad Enos dok je pokušavao pronaći nove zemlje tijekom svojih mitoloških osvajanja
- nakon smrti Aleksandra Velikog, u periodu zvanom Dijadosi, Aleksandrov general Lizimah (360. – 281. pr. Kr.), postao je kralj Tracije i kao njen glavni grad osnovao Lizimahiju (na Galipolju)
- Utvrda Çimpe bila je prvo što je Osmansko Carstvo osvojilo od europskog kontinenta
- Edirne je bio drugi glavni grad Osmanskog Carstva nakon Burse
- Galipoljska bitka, jedna od najvažnijih bitaka u Prvom svjetskom ratu, vođena je u blizini grada Galipolja

- Hero i Leandar
- Lizimahova kovanica
- Džamija Selimija u Edirneu
- Plaža Helles tijekom bitke kod Galipolja